# مایکل سادرلاند
مایکل سادرلاند (به انگلیسی: Michael Söderlund) (زادهٔ ۳۰ مارس ۱۹۶۲) شناگر اهل سوئد است.